# Râpa Tartaul
Râpa Tartaul sau Tartaul de Salcie este un monument al naturii de tip geologic sau paleontologic în raionul Cahul, Republica Moldova. Este amplasat la 0,5 km nord de satul Tartaul de Salcie, pe versantul stâng al râului Salcia Mică. Are o suprafață de 2 ha. Obiectul este administrat de Primăria satului Tartaul de Salcie.

## Descriere
Râpa mai este numită de localnici și „Râpa Boierescu”. Partea inferioară este alcătuită din grohotiș. Acesta este acoperit de un strat de argile ponțiene, deasupra căruia a fost descoperit un depozit de cărbune cu cristale de sulf. Urmează aluviuni fără reminiscențe de faună, după care cca 2 m de argile de Etulia și, la suprafață, o secțiune de loessuri de culoare gălbuie, care atinge 6 m în grosime.

## Statut de protecție
Obiectivul a fost luat sub protecția statului prin Hotărîrea Sovietului de Miniștri al RSSM din 8 ianuarie 1975 nr. 5, iar statutul de protecție a fost reconfirmat prin Legea nr. 1538 din 25 februarie 1998 privind fondul ariilor naturale protejate de stat. Deținătorul funciar al monumentului natural era, la momentul publicării Legii din 1998, Întreprinderea Agricolă „Taraclia de Salcie”, dar între timp acesta a trecut la balanța Primăriei satului Tartaul de Salcie.
Monumentul geologo-paleontologic, deși este slab cercetat, are însemnătate științifică regională și valoare instructivă și cognitivă.
Conform situației din anul 2016, aria protejată nu are un panou informativ, iar hotarele ei nu sunt concretizate, astfel situl nu este delimitat în niciun fel. Este recomandată continuarea cercetărilor.

## Galerie de imagini

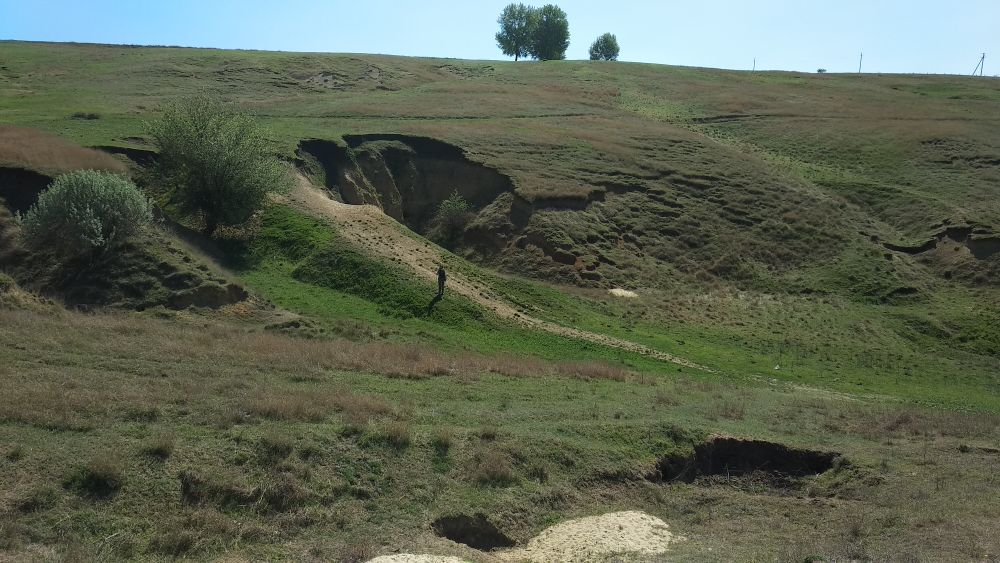
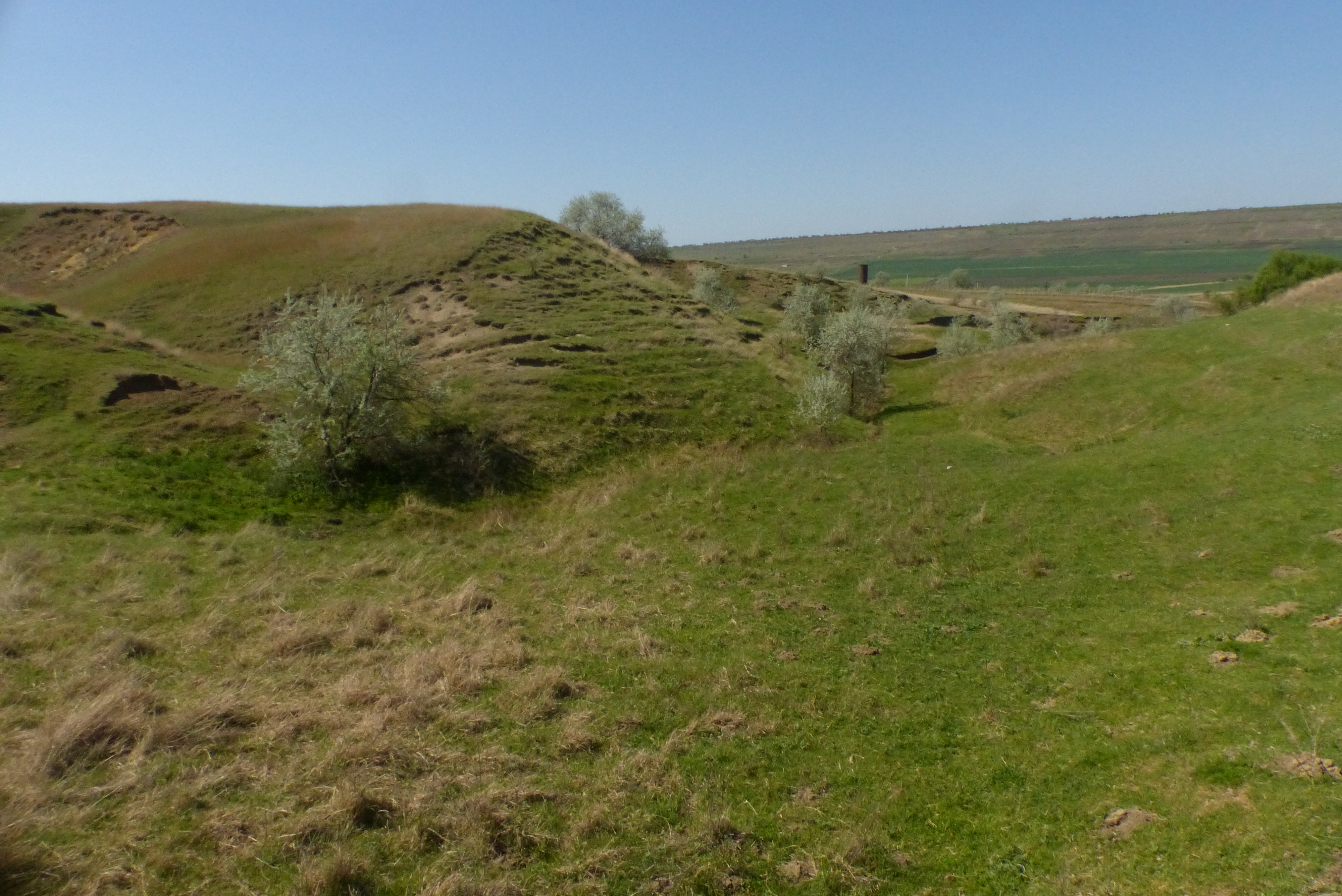
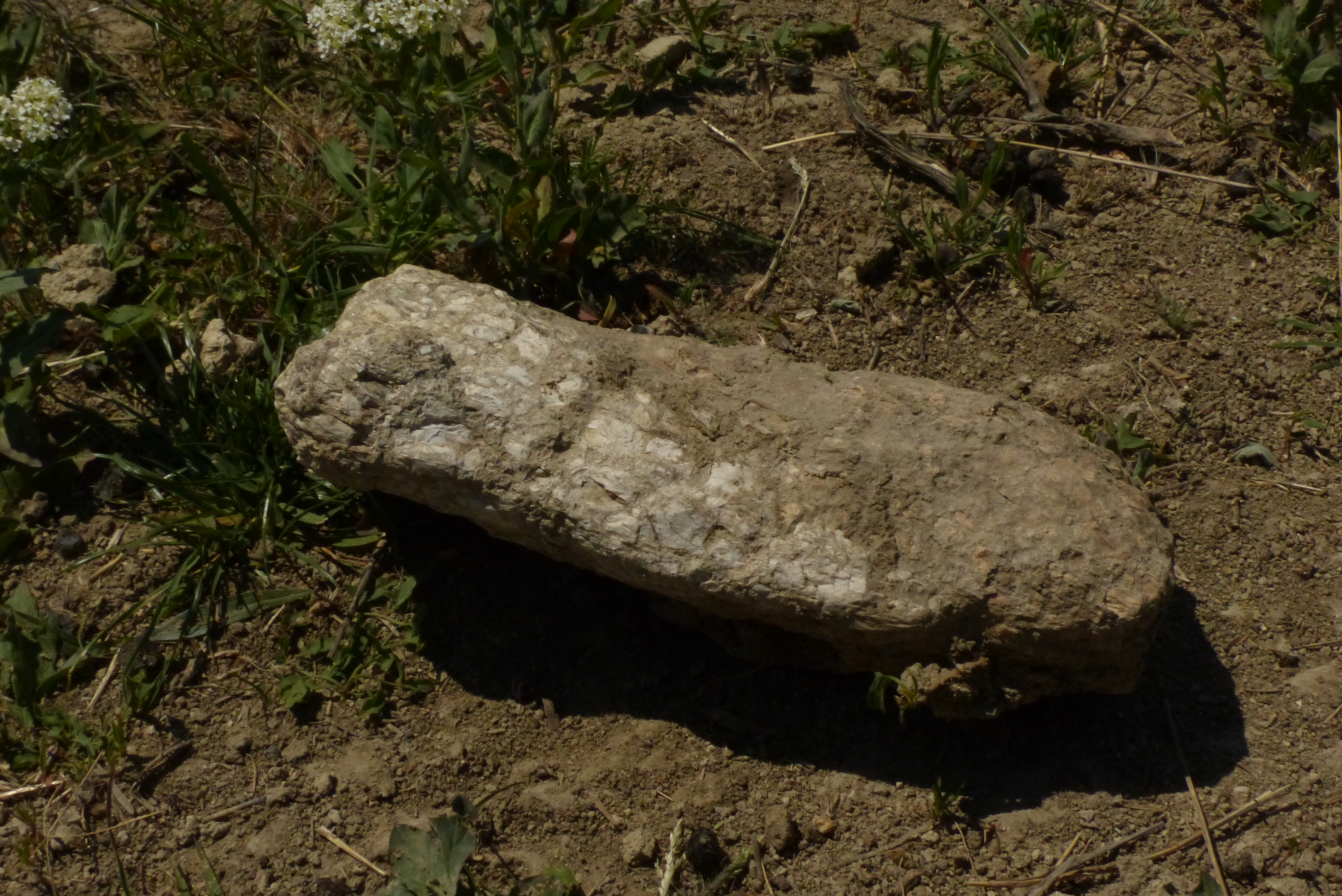